# Oorlogsmisdaad
Een oorlogsmisdaad is een daad in tijd van oorlog die een schending is van het oorlogs- of volkenrecht of de mensenrechten, bijvoorbeeld een oorlogsmisdrijf, genocide of een ander internationaal misdrijf. In populair spraakgebruik wordt het begrip ook onjuist gebruikt voor de daden van verraders, landverraders of collaborateurs.
Het begrip oorlogsmisdaad heeft daarmee drie verschillende te onderscheiden betekenissen:
- Als zelfstandig delict strafbaar gestelde schendingen van de wetten en gebruiken van het oorlogsrecht.
- Internationaal misdrijven gepleegd in tijd van oorlog, zoals genocide, misdrijven tegen de menselijkheid, misdrijven tegen de vrede.
- Burgerlijke delicten gepleegd in tijd van oorlog, zoals landverraad of collaboratie (in populair taalgebruik).